# Dorfkirche Neuholland

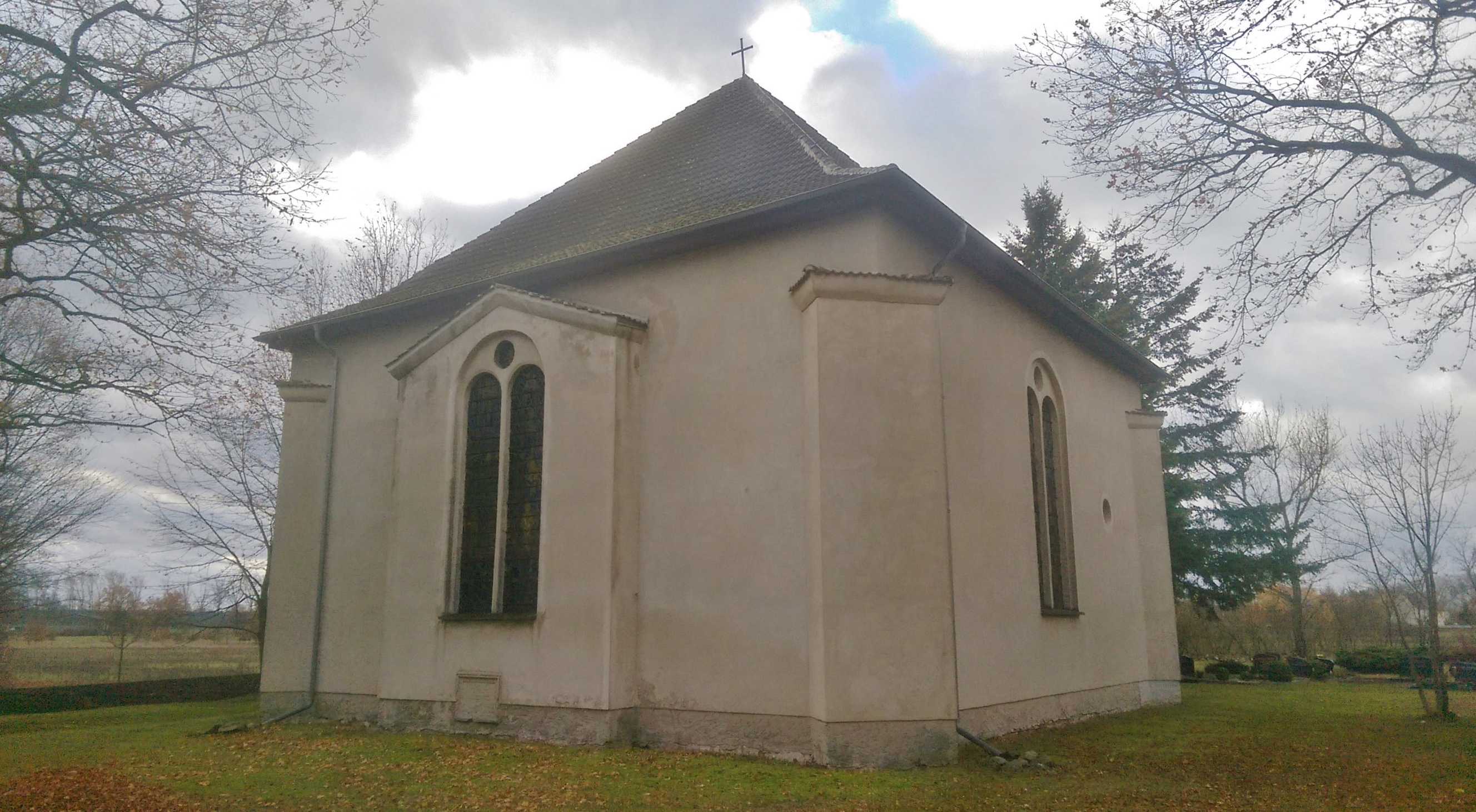
Dorfkirche Neuholland

Die evangelische, denkmalgeschützte Dorfkirche Neuholland steht in Neuholland, einem Ortsteil der Stadt Liebenwalde im Landkreis Oberhavel von Brandenburg. Die Kirche gehört zum Kirchenkreis Oberes Havelland der Evangelischen Kirche Berlin-Brandenburg-schlesische Oberlausitz.

## Beschreibung
Der verputzte Zentralbau über quadratischem Grundriss wurde 1710 nach dem Vorbild der niederländischen Architektur gebaut. An den Ecken befinden sich Strebepfeiler, an der Ost- und der Westseite mit Giebeln bedeckte Risalite. Alle Seiten haben Biforien als Fenster. Bedeckt ist das Bauwerk mit einem geknickten Pyramidendach.
Der Innenraum ist mit einer Holzbalkendecke überspannt. In seinem Westen befindet sich eine Wendeltreppe zur Empore. Eine kleine Orgel mit vier Registern auf einem Manual wurde 1969 von Orgelbau Schönefeld gebaut.